# Рудник, Роберта
Роберта Л. Рудник (англ. Roberta L. Rudnick) — американский геолог. Член НАН США (2010), Американской академии искусств и наук (2011), иностранный член Китайской АН (2012).

## Биография
Окончила американские Университет штата Орегон в Портленде (бакалавр B.S. наук о Земле, 1980) и Университет Сала Росса (магистр M.S. геологии, 1983). Затем обучалась в Австралийском национальном университете, где в 1988 году получила степень доктора философии PhD.
В качестве постдока: в 1987—1989 годах стипендиат фонда Гумбольдта в Химическом институте общества Макса Планка в Германии, а в 1989—1994 годах исследователь в Австралийском национальном университете.
В 1994—2000 годах на преподавательской работе в Гарвардском университете, в последний год — профессор.
В 2000—2015 годах профессор Мэрилендского университета, с 2010 года — заслуженный профессор, в 2011—2015 годах заведующая кафедрой геологии.
С 2016 года профессор кафедры наук о Земле Калифорнийского университета в Санта-Барбаре.
В 2010—2011 годах приглашённый профессор в Танзании, в 2011—2013 годах именной приглашенный профессор в Корнелле, с 2011 года — приглашённый профессор Китайского университета геонаук.
С 2001 года член Американского минералогического общества, а с 2003 года — Американского геологического общества.
С 2009 года член Американской ассоциации содействия развитию науки. Член Консультативного комитета Международных кимберлитовых конференций.
Подготовила 7 докторов философии.
В центре исследовательского интереса — происхождение и эволюция континентов.
Замужем, есть сын.
Отмечена медалью Дана (2012) Американского минералогического общества, Harry H. Hess Medal (2017) Американского геофизического союза, другими наградами.